# Slag bij Okehazama
De Slag bij Okehazama (Japans: 桶狭間の戦い, Okehazama no tatakai) was een slag tijdens de Japanse Sengoku-periode in mei of juni 1560. Oda Nobunaga versloeg in deze slag Imagawa Yoshimoto, wat een stap zou zijn om later een van de machtigste heersers van Japan worden.

## Achtergrond
In mei of juni 1560 leidde Imagawa Yoshimoto een leger van mogelijk 35.000 man naar Kioto. Hij viel de gebieden van de Oda-clan in de provincie Owari binnen en veroverde de grensforten Washizu en Marune alvorens een kamp op te slaan in een kloof genaamd Dengaku-hazama. Oda Nobunaga was op de hoogte van deze troepenbewegingen en leidde zijn troepen naar een tempel genaamd Zensho-ji, op een korte afstand van de Imagawa, aan de andere kant van de Tokaido.
Nobunaga stond tegenover een overmacht van tien tegen een. Een frontale aanval zou hoogstwaarschijnlijk falen, en mocht het komen tot een beleg te Zensho-ji zou zijn leger het slechts enkele dagen kunnen uithouden. Enkele van de vazallen van Nobunaga stelden zelfs voor om zich over te geven. Nobunaga besloot echter tot een verrassingsaanval en hield de volgende toespraak:

"Imagawa heeft 40.000 man die naar deze locatie marcheren? Ik geloof dat niet. Hij heeft 'slechts' 35.000 soldaten. Ja, dat is nog steeds te veel. Dus, Sado, jij wil dat ik me overgeef. Wat als we ons overgeven? Zou jij tevreden zijn je leven op zo'n manier te verliezen?
Of wat als we stand houden zoals Katsuie wil dat ik doe? Wat als we hier in dit kasteel blijven, het op slot doen, en wachten tot de Imagawas interesse verliezen, het beleg staken en naar huis gaan? We zouden onze levens met 5 of 10 dagen kunnen verlengen, en wat we niet kunnen verdedigen zal nog steeds onverdedigbaar zijn. 
 We staan op de bodem van de put, weet je. En ons lot is interessant. Natuurlijk is tegelijk het ongeluk te groot. 
Maar dit is hoe ik het zie: dit is een kans die maar een keer in je leven voorkomt. Ik kan het me niet veroorloven deze te missen. 
Wil je echt je hele leven lang bidden voor een lang leven? We zijn geboren om te sterven! 
Wie met me is, kom naar het slagveld morgenochtend. Wie dat niet is, blijf gewoon hier en aanschouw mijn overwinning!"

## De slag
Nobunaga liet een kleine troepenmacht achter bij de tempel met een grote hoeveelheid banieren, om de indruk te wekken dat dit de locatie was van zijn hoofdmacht. Ondertussen trok de hoofdmacht van de Oda, ongeveer 1.500 man, onopgemerkt door het bos naar de achterkant van de troepenmacht van de Imagawa.
De samoerai van de Imagawa verwachtten geen aanval, en het was een warme middag. De archieven uit deze tijd stellen dat de Imagawa hun recente overwinningen vierden met liederen, dansen en alcohol. Die middag ging het regenen precies op het moment dat de soldaten van de Oda bij het kamp van Imagawa aankwamen (12 juni).
Toen de storm voorbij was vielen de mannen van Nobunaga massaal het kamp binnen vanuit het noorden, waarop de troepen van de Imagawa alle discipline terzijde wierpen en op de vlucht sloegen voor de aanvallers. De tent van hun commandant was onverdedigd, en de krijgers van de Oda naderden snel. Imagawa Yoshimoto, zich niet bewust van wat er aan de hand was, hoorde de ophef en verscheen buiten zijn tent terwijl hij zijn mannen opriep op te houden met hun dronken geraas en terug te keren naar hun wacht. Toen hij zich realiseerde dat de samoerai niet zijn eigen mannen waren was het reeds te laat. Hij wist een speerstoot af te weren, maar werd door een tweede stoot onthoofd.

## Na de slag
Met de dood van hun leider, en op twee na alle hoge officieren, voegde de rest van de officieren van de Imagawa zich bij het leger van de Oda. Korte tijd hierna zou de Imagawa-clan ophouden te bestaan en Oda Nobunaga werd beroemd om zijn overwinning die velen in Japan als wonderbaarlijk zien. De belangrijkste vazal die zich na deze slag bij de Oda voegde was Tokugawa Ieyasu uit de provincie Mikawa. Tokugawa zou tot de dood van Nobunaga een loyaal vazal van de Oda blijven.

## Bekende samoerai die deelnamen aan de slag
| Oda - Oda Nobunaga - Shibata Katsuie - Hattori Kazutada - Mori Yoshikatsu - Kinoshita Tokichiro - Maeda Toshiie | Imagawa - Imagawa Yoshimoto - Asahina Yasutomo - Motonobu Okabe - Matsudaira Motoyasu - Ii Naomori - Honda Tadakatsu - Hattori Hanzo |